# المحاربون القدامى الأمريكيون ذوو الإعاقة
الجنود الأمريكيون القدامى من ذوي الإعاقة هي منظمة أُنشئت عام 1920 من قبل قدامى المحاربين في الحرب العالمية الأولى من أجل المحاربين القدامى المعاقين في القوات المسلحة للولايات المتحدة، وتساعدهم وعائلاتهم بوسائل مختلفة. وقد مُنحت المنظمة ميثاقًا فدراليًا من الكونغرس عام 1932.
تضم حاليًا أكثر من مليون عضو. وبصفتها منظمة رفاه اجتماعي، فهي خارج نطاق تقييم منظمة "تشاريتي نافيغيتور" وبالتالي غير مُصنفة من قبلها. رقم تعريف صاحب العمل الخاص بالمنظمة هو 31–0263158.

## التاريخ
في أعقاب الحرب العالمية الأولى، وجد المحاربون القدامى المعاقون في الولايات المتحدة أنفسهم في وضع صعب للغاية، مع القليل من الدعم الحكومي. كان العديد من هؤلاء المحاربين القدامى عميانًا أو صمًّا أو مصابين باضطرابات عقلية عند عودتهم من الخطوط الأمامية. وقد جُرح 204,000 أمريكي يرتدون الزي العسكري خلال الحرب. ظهرت فكرة تأسيس منظمة الجنود الأمريكيين القدامى من ذوي الإعاقة خلال حفلة عيد الميلاد عام 1919 التي استضافها قاضي محكمة سينسيناتي العليا روبرت ماركس، وهو نقيب في الجيش الأمريكي وقدامى محاربين في الحرب العالمية الأولى أُصيب في هجوم موز-أرغون في تشرين الثاني 1918. وعلى الرغم من أن المنظمة كانت تعمل بالفعل منذ عدة أشهر في ذلك الوقت، فقد أُنشئت منظمة الجنود الأمريكيين القدامى المعاقين في الحرب العالمية رسميًا في 25 أيلول 1920 خلال أول مؤتمر قومي عُقد في قاعة النصب التذكاري لمقاطعة هاملتون في سينسيناتي، أوهايو.
وأثناء جولاته عبر الولايات المتحدة ضمن الحملة الانتخابية لجيمس إم. كوكس، قام القاضي ماركس بالترويج للمنظمة الجديدة، التي توسعت بسرعة. وعقدت المنظمة أول مؤتمر قومي لها في ديترويت، ميشيغان في 27 حزيران 1921، حيث عُيّن ماركس كأول قائد قومي. في عام 1922، تم تأسيس منظمة نسائية مساعدة. استمرت منظمة الجنود الأمريكيين القدامى المعاقين في الحرب العالمية في العمل خلال فترة الكساد الكبير لضمان رفاهية المحاربين القدامى المعاقين، رغم أن جهودهم تعثرت بسبب تحديات جمع التبرعات ورغبة الجمهور في تجاوز ذكريات الحرب العالمية. وفي خضم هذه السنوات الصعبة، مُنحت منظمة الجنود الأمريكيون القدامى من ذوي الإعاقة ميثاقًا فدراليًا من الكونغرس في 17 حزيران 1932.

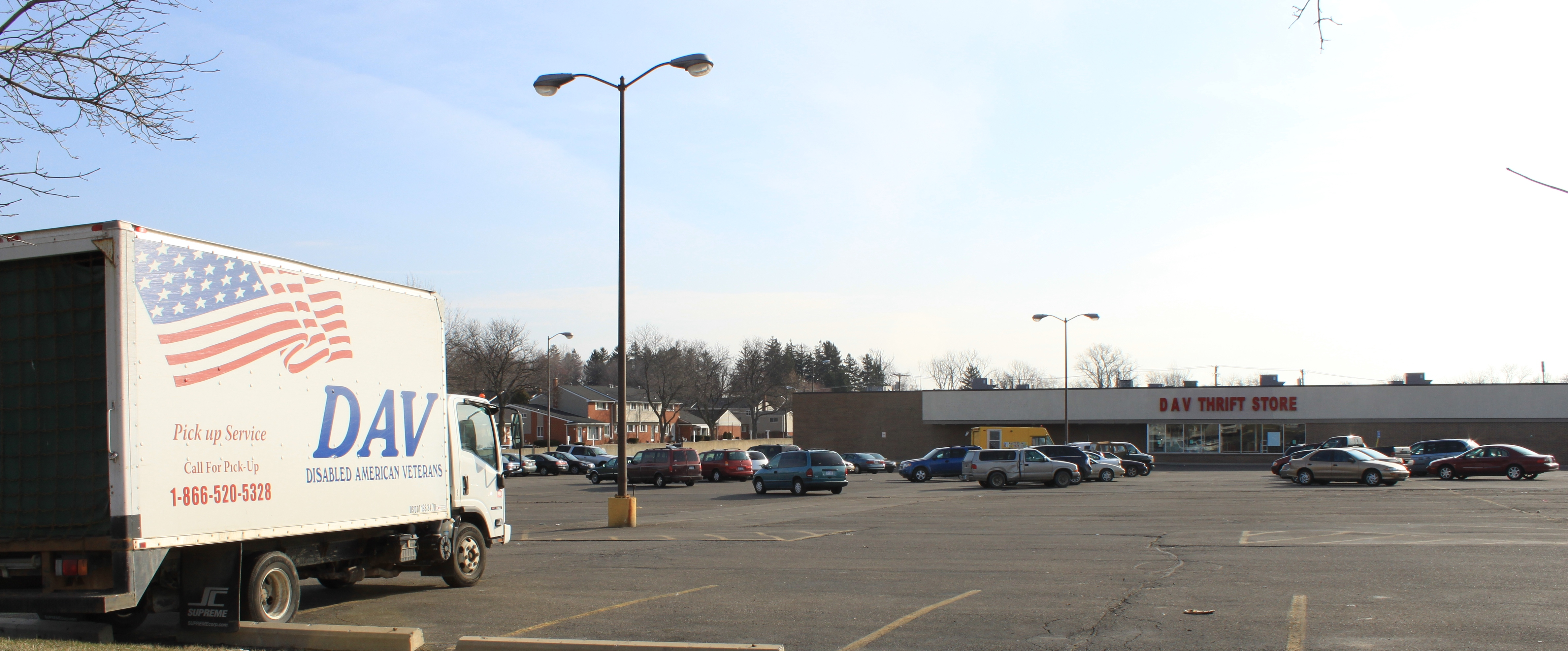
متجر DAV للادخار، ويستلاند، ميشيغان

تطلّبت متطلبات الحرب العالمية الثانية التوسع العاجل للمنظمة، التي غيّرت اسمها رسميًا إلى "الجنود الأمريكيون القدامى من ذوي الإعاقة" للاعتراف بتأثير الحرب الجديدة.
وفي عام 1941، أطلقت المنظمة حملة بريد مباشر، وزعت خلالها "لوحات إيدنتو"، وهي لوحات ترخيص مصغرة يمكن تثبيتها على حلقة مفاتيح مع تعليمات تنص على أن المفاتيح المفقودة يجب أن تُرسل بالبريد إلى المنظمة، التي ستعيدها إلى أصحابها.
في عام 1944، بدأت المنظمة بتقديم برنامج تدريب وطني لضباط الخدمة في الجامعة الأمريكية في واشنطن، وهو الخطوة التعليمية الأولى التي تُستكمل ببرنامج إرشاد لمدة عامين. في عام 1945، توسعت المنظمة في برنامج لوحات إيدنتو وجلبت عملية التصنيع إلى داخل المؤسسة، وفي النهاية اشترت الملكية الكاملة للبرنامج في عام 1950. وقد أثبت البرنامج استمراريته ونجاحه الكبير، سواء في جمع التبرعات أو في توظيف المحاربين القدامى في عملية التصنيع. بحلول عام 1952، كان 350 شخصًا يعملون في هذا المشروع، الذي جلب أكثر من 2 مليون دولار سنويًا من التبرعات. وفي الوقت نفسه، ازداد عدد المحاربين القدامى المعاقين بسبب الحرب الكورية المستمرة.
شهدت المنظمة تراجعًا في أواخر الخمسينيات وخلال الستينيات، بسبب ضعف القيادة وقلة التمويل، لكنها توحدت حول قدامى محاربي حرب فيتنام، كما ركزت بشكل كبير على العمل لصالح أسرى الحرب والمفقودين أثناء القتال. سرعان ما شغل قدامى محاربي فيتنام المناصب الشاغرة بين ضباط الخدمة الوطنيين. في يوم المحاربين القدامى عام 1966، نقلت المنظمة مقرها إلى كولد سبرينغ، كنتاكي. وفي العام التالي، تم إيقاف برنامج لوحات إيدنتو لصالح توفير ملصقات عناوين، مع طلب التبرع، عندما جعلت التغييرات في ممارسات لوحات الترخيص استمرار برنامج إيدنتو غير عملي.
شهدت المنظمة تغييرات جوهرية في عام 1993، عندما أدت الخلافات الداخلية بشأن حوكمة المنظمة إلى انتخابات فاصلة نقلت الإدارة إلى أيدٍ جديدة، كما تم إصلاح البرنامج الوطني للخدمات.
في عام 1998، انضم المساعد الوطني للمنظمة آرثر ويلسون إلى المحسنة لويس بوب ووزير شؤون المحاربين القدامى جيسي براون للدفع باتجاه الحصول على تفويض من الكونغرس لإقامة نصب "المحاربين الأمريكيين القدامى من ذوي الإعاقة مدى الحياة" التذكاري. وبحلول الوقت الذي اكتمل فيه جمع التبرعات في عام 2010، كانت المنظمة وفروعها قد جمعت أكثر من 10 ملايين دولار للنصب التذكاري. وقد أُقيمت مراسم إهداء النصب التذكاري في 5 تشرين الأول 2014.
انتقل مقر المنظمة إلى إيرلانغر، كنتاكي في عام 2021. ويمكن رؤية المقر الجديد من تقاطعات الطرق السريعة I-71/I-75 و I-275، مما يزيد من الوعي بخدماتهم المجانية ودعمهم للمحاربين الأمريكيين المصابين والمرضى.

## الختم
يحمل ختم المنظمة منذ تأسيسها صورة جندي من الحرب العالمية الأولى، مسلح، راكع أمام كولومبيا، التي تمنحه لقب الفروسية. وقد تم أخذ تصميم الشعار من الشهادات التي كانت تُستخدم في الحرب العالمية الأولى للجنود المرضى والجرحى.
رسم اللوحة الفنان الأمريكي إدوين بلاشفيلد، وبتكليف من الرئيس الثامن والعشرين للولايات المتحدة وودرو ويلسون، وكانت الشهادة تحمل في أعلاها العبارة: "كولومبيا تمنح ابنها وسام الفروسية الجديدة للإنسانية"، وفي أسفلها الكلمات: "خدم بشرف في الحرب العالمية وأصيب أثناء القتال".

## المساعدة والمزايا
تقدم منظمة الجنود الأمريكيين القدامى من ذوي الإعاقة خدمات مجانية من خلال شبكة وطنية تضم 88 مكتب خدمة قومي للمنظمة، 38 مكتب خدمة للانتقال، 198 مكتب منسق خدمة في مستشفيات المنظمة، 52 قسمًا للمنظمة على مستوى الولايات، 249 ممثل خدمة تطوعي لدى إدارة شؤون المحاربين القدامى، وأكثر من 1900 فرع محلي للمنظمة.
- خدمة دعم انتقال المحاربين القدامى: تقدم المساعدة المجانية لأفراد الخدمة في مواقع استقبال الطلبات (مساعدة المطالبات قبل التسريح) في المنشآت العسكرية من خلال ضباط خدمة انتقال المنظمة عبر مراجعة سجلات العلاج، وتقديم المطالبات الأولية لمزايا إدارة شؤون المحاربين القدامى، والتنسيق مع وزارة الدفاع الأمريكية، ووزارتي شؤون المحاربين القدامى والعمل الأمريكيتين، وغيرهم من المشاركين في عملية الانتقال من الحياة العسكرية إلى المدنية.
- المساعدة في استكمال وإرسال استمارات إدارة شؤون المحاربين القدامى الأمريكية نيابة عن المحارب أو عضو الخدمة أو الناجي.
- تقديم الإرشاد للإجابة عن الأبحاث والأسئلة المتعلقة بالتعويض عن الإعاقة والخدمات الطبية من إدارة الخدمات الصحية للمحاربين القدامى للمطالبات المرتبطة بالإعاقة الناتجة عن الخدمة.
- تقديم الإرشاد للمحاربين القدامى وعائلاتهم والناجين حول إدارة مزايا المحاربين القدامى، وتعويض الإعاقة، وبرامج معاشات المنظمة، وتأمين الحياة الجماعي للمحاربين القدامى، وبدلات الدفن والدفن المؤقت، والبرامج التعليمية مثل قانون جي آي مونتغومري وبرنامج مساعدة التعليم للمحاربين القدامى بعد حقبة فيتنام، وقروض المنازل من إدارة شؤون المحاربين القدامى، وبرنامج إعادة التأهيل المهني والتوظيف، أو غيرها من المزايا المتنوعة لدى المكتب الإقليمي لإدارة شؤون المحاربين القدامى.
- المساعدة للمحاربين القدامى في إعادة فتح وتقديم المطالبات المكتملة للإعاقات المرتبطة أو غير المرتبطة بالخدمة.
- المساعدة في استكمال استمارة إدارة شؤون المحاربين القدامى للمحاربين الذين يحق لهم الحصول على مزايا العجز الفردي عن العمل.
- المساعدة للمحاربين/الناجين الذين يقدمون أي نوع من المطالبات (الأصلية أو غيرها) للحصول على المزايا أو التعويضات و/أو المعاشات من إدارة شؤون المحاربين القدامى.
- تقديم استمارات "إشعار بالاعتراض" إلى المكتب الإقليمي لإدارة شؤون المحاربين القدامى نيابة عن المحاربين القدامى.
- المساعدة للمحاربين و/أو الأزواج الناجين لإعداد وتقديم الطعون ضد رفض المطالبات لدى المكتب الإقليمي لإدارة شؤون المحاربين القدامى ومحكمة الاستئناف للمطالبات الخاصة بالمحاربين القدامى في واشنطن العاصمة.
- المساعدة في متابعة حالة المطالبات المقدمة من المحاربين القدامى لدى المكتب الإقليمي لإدارة شؤون المحاربين القدامى.
- مراجعة مجانية لقرارات الرفض الصادرة عن إدارة شؤون المحاربين القدامى وتقديم الردود المناسبة.
- توفير النقل المجاني للمحاربين القدامى من خلال شبكة النقل الخاصة بالمنظمة لضمان حضور المحاربين الجرحى أو المرضى لمواعيدهم الطبية في مرافق إدارة شؤون المحاربين القدامى الطبية. تُدار شبكة النقل هذه بواسطة منسقي خدمة المستشفيات للمنظمة.
- نسخة مجانية من النشرة الرسمية نصف الشهرية لمجلة المنظمة.

## مكتب الخدمة المتنقل
برنامج مكتب الخدمة المتنقل للمنظمة مُصمم لتقديم المساعدة للمحاربين القدامى من ذوي الإعاقة وعائلاتهم الذين يعيشون في المناطق الريفية البعيدة بخصوص مزايا المحاربين القدامى، وتقديم المطالبات والخدمات بالقرب من منازلهم من خلال تجنّب رحلات السفر الطويلة إلى مكاتب الخدمة القومية. وتزور مكاتب الخدمة المتنقلة الخاصة بالمنظمة، المجهزة بشكل خاص كـ"مكاتب على عجلات"، المجتمعات وفقًا لجدول مواقع مكتب الخدمة المتنقل. وقد تم استبدال برنامج مكتب الخدمة المتنقل ببرنامج الندوات المعلوماتية.

## ندوات معلومات المحاربين القدامى
يهدف هذا البرنامج التوعوي إلى تثقيف المحاربين القدامى وعائلاتهم والناجين الذين لا يعرفون مزايا وبرامج الحكومة الخاصة بالمحاربين القدامى، إضافة إلى تقديم خدمات الاستشارة والمساعدة في تقديم المطالبات من قبل ضباط الخدمة القومية للمنظمة في المجتمعات في جميع أنحاء البلاد. ندوات معلومات المحاربين القدامى مجانية لجميع المحاربين القدامى ولا يُشترط أن يكونوا أعضاء في المنظمة لحضور هذه الندوات. وتُعقد ندوات معلومات المحاربين القدامى في الفروع المحلية للمنظمة ومراكز المجتمع.

## مبادرة المحاربين القدامى المشردين
تعزز مبادرة المحاربين القدامى المشردين للمنظمة تطوير المساكن الداعمة والخدمات الحيوية للمحاربين القدامى المشردين، بالإضافة إلى توفير الخدمات اللازمة لمساعدتهم على أن يصبحوا أعضاء منتجين ومستقلين في المجتمع. وتتعاون المنظمة مع الحكومات الفيدرالية وحكومات الولايات والمقاطعات والمدن لتطوير برامج لدعم المحاربين القدامى المشردين. كما تنسق مع إدارة شؤون المحاربين القدامى للحصول على الرعاية الصحية، وعلاج الإدمان، وخدمات الصحة العقلية لوضع المحاربين القدامى المشردين على طريق التحول إلى أعضاء منتجين في مجتمعهم.

## مساعدة الطوارئ للمحاربين القدامى
يمكن إصدار مساعدة الطوارئ للمحاربين القدامى من قبل المنظمة بغرض توفير: الطعام، الملابس، والمأوى المؤقت، أو للحصول على المساعدة في حالة الإصابة أو المرض أو الخسائر الشخصية الناتجة عن كوارث طبيعية أو وطنية غير مغطاة بالتأمين أو من قبل وكالات إغاثة الكوارث الأخرى. منذ تأسيس برنامج منح الإغاثة من الكوارث للمنظمة عام 1968، تم توزيع 8.7 مليون دولار على المحاربين القدامى الذين تكبدوا خسائر خلال الكوارث الطبيعية.
يجب أن يكون مقدم الطلب محاربًا قديمًا مريضًا أو مصابًا أو جريحًا أو زوجًا له (يعيش في نفس المنزل)، أو زوجًا ناجيًا يتلقى تعويض الوفاة أو تعويض الإعالة والتعويض، أو زوجًا ناجيًا لأحد أسرى الحرب السابقين، أو زوجًا ناجيًا لمحارب قديم مريض أو مصاب أو جريح فقد حياته في الكارثة الأخيرة.
لا يشترط أن يكون مقدم الطلب عضوًا في المنظمة أو يتلقى تعويضًا مرتبطًا بالخدمة ليكون مؤهلًا.
يجب أن يكون مقدم الطلب ضحية لكارثة معزولة أو واسعة النطاق.
يجب أن يكون مقدم الطلب في حاجة فورية للمساعدة المالية في وقت الكارثة، حيث لا تتوفر لديه الأموال اللازمة لتغطية النفقات الطارئة. مثال: محارب قديم يمتلك تأمينًا على المنزل، لكنه لن يتلقى التعويض من شركة التأمين عن الحادثة إلا بعد عدة أيام.

## المنظمة المساعدة للجنود الأمريكيين القدامى من ذوي الإعاقة
المنظمة المساعدة للجنود الأمريكيين القدامى من ذوي الإعاقة هي المنظمة الشقيقة للجنود الأمريكيين القدامى من ذوي الإعاقة. بيان مهمتها هو: "إحداث فرق في حياة المحاربين القدامى من ذوي الإعاقة وعائلاتهم". يشمل أعضاء المنظمة المساعدة أمهات وزوجات وأخوات وأرامل وبنات وربائب وحفيدات والذرية الأنثوية المباشرة المتبناة قانونيًا من أعضاء المنظمة. ويحق للأزواج والآباء والأجداد والذرية الذكورية المباشرة المتبناة قانونيًا من العضوات في المنظمة الانضمام إلى المنظمة المساعدة. كما يحق لأفراد الأسرة والعائلة الممتدة لأي شخص مصاب وقد لا يزال في الخدمة الفعلية في القوات المسلحة للولايات المتحدة الانضمام إلى المنظمة المساعدة. يشارك أعضاء المنظمة المساعدة بنشاط في برامج مثل "الأمريكية"، ويمكن للمنظمة المساعدة أن تقدم الدعم لشبكة النقل، وندوات معلومات المحاربين القدامى، وخدمة المجتمع. كما توفر المنظمة المساعدة أيضًا الدعم التطوعي في مراكز الرعاية الطبية التابعة لإدارة شؤون المحاربين القدامى، والعيادات الخارجية، والعيادات المجتمعية الخارجية، ومراكز المعيشة المجتمعية التابعة لإدارة شؤون المحاربين القدامى، والفروع المحلية للمنظمة.

## الأعضاء الصغار
يتألف الأعضاء الصغار في المنظمة المساعدة للجنود الأمريكيين القدامى من ذوي الإعاقة من الأولاد والبنات الذين تبلغ أعمارهم 17 عامًا أو أقل. وهم مؤهلون للحصول على العضوية من خلال أحد أفراد العائلة الذي خدم في الجيش الأمريكي وتم تسريحه بشرف. يمكن للأعضاء الصغار في المنظمة المساعدة أيضًا المشاركة في الأنشطة خارج المدرسة من خلال المشاركة في الفعاليات الاجتماعية في المرافق الطبية التابعة لإدارة شؤون المحاربين القدامى، ومراكز المعيشة المجتمعية التابعة للإدارة، والعروض العسكرية، واحتفالات رفع العلم، وفعاليات الترحيب بالمحاربين العائدين.

## برنامج المنح الدراسية للمنظمة

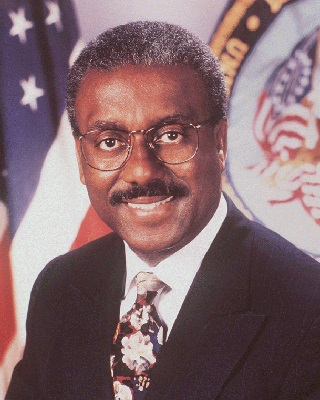
نائب مدير الخدمة الوطنية السابق في DAV والمحارب القديم في سلاح مشاة البحرية الأمريكية في فيتنام جيسي براون

برنامج المنح الدراسية للمنظمة (الذي كان يُعرف سابقًا باسم برنامج المنح التذكاري للشباب جيسي براون) يكرّم المتطوعين الشباب المتميزين الذين يشاركون بنشاط في برامج الخدمة التطوعية التابعة لإدارة شؤون المحاربين القدامى. تُمنح هذه المنح الدراسية للشباب من الرجال والنساء المستحقين الذين تبرعوا بوقتهم وجهودهم لرعاية المحاربين القدامى المصابين والمرضى في مجتمعاتهم المحلية.

## جائزة جورج ه. سيل التذكارية
تُكرّم هذه الجائزة ذكرى وإنجازات جورج ه. سيل، المظلي الذي أُصيب في القتال خلال الحرب العالمية الثانية، والذي قدّم العديد من الإسهامات المهمة خلال مسيرته الطويلة كـممثل وطني للمنظمة في برنامج الخدمة التطوعية لإدارة شؤون المحاربين القدامى وعضو في اللجنة الاستشارية الوطنية للبرنامج. تُمنح جائزة جورج ه. سيل التذكارية سنويًا من قبل المنظمة تقديرًا للتفاني الاستثنائي في التطوع لتلبية احتياجات المحاربين القدامى المرضى والمصابين من خلال برنامج الخدمة التطوعية لإدارة شؤون المحاربين القدامى.

## روابط خارجية
- الموقع الرسمي
- Compliance News A national internet publication that promotes the interests of Disabled Veterans and provides lists of federal and state jobs that are looking to hire Veteran sub contractors.
- Disabled American Veterans Politician members at The Political Graveyard